# 林肯港
林肯港是澳洲南部一著名漁港，位置在澳大利亞西南端埃尔半岛的「波士頓海灣」，郵遞區號5606。它也是南澳洲省西海岸最大城市，與阿得雷德的直線距離為280公里（道路距離則有646公里）；盛產鮪魚、鯊魚魚翅。

## 歷史
1836年起帕恩卡拉（Barngarla, Parnkalla）人在這裡建立白人殖民地。
英國海軍探險隊隊員馬修·福林達斯在1802年2月發現林肯港，由於它是座好港，馬修福林達斯就以家鄉林肯为之命名，因為探險隊發現這附近是有淡水可以取用，沒多久林肯港就成為當時南澳洲首府。

## 地理
林肯港部份海岸風景是岩石矗立，浪大時候拍打在石塊上潑濺起白浪滔滔，非常雄偉壯觀。

## 經濟
地區經濟以具有龐大處理麥糧機器設施，可處理超過337,500公噸麥子並藉港口之便外銷他國，海鮮罐頭製作及行銷，羊肉羊毛牛肉牛皮及鮪魚銷售日本市場；這裡有一段直達林肯港的孤立火車鐵路3英尺6英寸（1,067毫米）窄軌鐵道，把收成小麥上火車運到港再賣出國外，2006年起開始採挖鐵礦並輸出外地。

## 聯結
- City of Port Lincoln